# Dominia
Dominia — російський Sympho Dark Metal гурт із Санкт-Петербургу.

## Історія гурту
В травні 1999 року Антон Роса, який знаходився в пошуку музикантів для свого death/black metal проекту TENTAMENTUM, знайомиться з гітаристом Денисом Сухарьовим. Почалась підготовка концертної та студійної програми гурту.
До кінця року був сформований склад гурту: А. Роса — вокал, Д. Сухарьов — гітара, В. Незнамов — лідер гітара, К. Ангеліді — бас, Є. Жибінов — ударні. В наступні роки склад гурту неодноразово змінювався, в автокатастрофі загинув Віталій Незнамов (2001), помер Єгор Жибінов (2003).
У 2000 році назва гурту змінюється на Dominia. В репертуарі гурту з'являються нові музичні та текстові матеріали, на які відчутно здійснили вплив готика та doom metal.
В лютому 2001 року на домашній студії Віталія Архіпенка та на студії Учебного театру на Моховой відбувається запис демо «Dancing with Marie Jane».
У 2005 році гуртом зацікавився фінський лейбл UHO Production, в червні відбувся запис кількох композицій на студії Tonebox (Oulu, Finland). Восени на території Фінляндії виходить сингл «Runaway».
Лютий — червень 2006 року — запис матеріалу для альбому «Divine Revolution» на Sound Supreme studio під керівництвом продюсера Janne Saksa. У вересні вийшов сингл «The Darkness of Bright Life», в жовтні — світ побачив дебютний альбом «Divine Revolution». У 2007 році дебютний альбом за ліцензією виходить і в Росії.
В травні 2007 року проходить запис кількох композицій для інтернет-синглу «Exodus» на Sound Supreme studio, в січні 2008 року сингл був виданий лейблом UHO Production.
Наприкінці 2008 року видається другий повноцінний альбом гурту — «Judgement Of Tormented Souls».

## Дискографія
- 2005 — Runaway, сингл
- 2006 — The Darkness of Bright Life, сингл
- 2006 — Divine Revolution
- 2008 — Judgement Of Tormented Souls
- 2008 — Exodus, інтернет-сингл
- 2013 — Death Only, сингл
- 2014 — Theophania